# هیده‌کی ساکاموتو
هیده‌کی ساکاموتو (انگلیسی: Hideki Sakamoto؛ زادهٔ ۱۴ نوامبر ۱۹۷۲) موسیقی‌دان اهل ژاپن است. وی از سال ۱۹۹۸ میلادی تاکنون مشغول فعالیت بوده‌است.